# Raymond Massey
Raymond Hart Massey (Toronto, 30 de agosto de 1896 - Los Angeles, 29 de julho de 1983) foi um ator canadense-americano, conhecido por seu papel principal em Abe Lincoln em Illinois (1940), Massey foi indicado ao Oscar de Melhor Ator. Entre seus papéis mais conhecidos estão o Dr. Gillespie na série de televisão da NBC Dr. Kildare (1961–1966), Abraham Farlan em A Matter of Life and Death e Jonathan Brewster em Arsenic and Old Lace (1944).

## Biografia
Massey nasceu em Toronto, Ontário, filho de Anna Vincent, que nasceu nos Estados Unidos, e de seu marido Chester Daniel Massey, o rico coproprietário da empresa de tratores Massey-Harris. Ele era neto do empresário Hart Massey e bisneto do fundador da empresa, Daniel Massey. Seu ramo da família Massey imigrou da Nova Inglaterra para o Canadá alguns anos antes da Guerra de 1812, seus ancestrais migraram da Inglaterra para a colônia de Massachusetts na década de 1630.
Ele frequentou a escola secundária no Upper Canada College em Toronto por dois anos antes de se transferir para o Appleby College em Oakville, Ontário. Ele também fez vários cursos na Universidade de Toronto, onde foi membro ativo da Kappa Alpha Society.

## Serviço militar

### Primeira Guerra Mundial
Massey ingressou no Exército Canadense no início da Primeira Guerra Mundial e serviu na Frente Ocidental no Regimento Real de Artilharia Canadense. O tenente Massey voltou ao Canadá após ser ferido em Zillebeke, na Bélgica, durante a Batalha de Mont Sorrel em 1916 e foi contratado como instrutor do exército para oficiais americanos na Universidade de Yale. Em 1918, ele foi chamado de volta ao serviço ativo e se juntou à Força Expedicionária Siberiana Canadense que foi para a Sibéria durante a intervenção dos Aliados na Guerra Civil Russa. Por ordem de seu general comandante, ele organizou uma trupe de menestréis com ele mesmo como homem final de rosto preto para aumentar o moral das tropas aliadas em serviço de ocupação em Vladivostok.
Depois de voltar para casa em 1919, ele se formou no Balliol College, em Oxford. Mais tarde, ele foi trabalhar no negócio da família, vendendo implementos agrícolas, mas foi atraído pelo teatro. Ele convenceu sua relutante família a permitir que ele seguisse essa carreira.

### Segunda Guerra Mundial
Em 1942, durante a Segunda Guerra Mundial, Massey voltou ao Exército canadense e serviu como major. Depois de ser ferido, ele foi invalidado pelo Exército canadense em 1943. Ele se tornou um cidadão americano em 1944.

## Carreira de ator
Ele apareceu pela primeira vez nos palcos de Londres em 1922 em In the Zone, de Eugene O'Neill. De acordo com seu obituário no The New York Times, ele apareceu em "várias dezenas de peças e dirigiu várias outras" na Inglaterra na década seguinte. O Washington Post creditou a ele atuações em mais de 80 peças, incluindo Pygmalion com Gertrude Lawrence; Ethan Frome com Ruth Gordon; e as obras de George Bernard Shaw, com Katharine Cornell. Em 1929, dirigiu a estreia londrina de The Silver Tassie. Ele recebeu críticas ruins em sua estreia na Broadway em uma produção pouco ortodoxa de 1931 de Hamlet.
O primeiro filme em que participou foi High Treason (1928). Em 1931, interpretou Sherlock Holmes em The Speckled Band, a primeira versão cinematográfica sonora da história. Em 1934, ele interpretou o vilão em The Scarlet Pimpernel e, em 1936, estrelou Things to Come, uma adaptação cinematográfica de HG Wells de seu próprio romance especulativo The Shape of Things to Come (1933). Em 1944, Massey interpretou o promotor público no clássico filme noir de Fritz Lang, The Woman in the Window, estrelado por Edward G. Robinson e Joan Bennett. Ele retratou o personagem da Guerra Revolucionária Americana, Abraham Farlan, que odiava os britânicos por torná-lo uma vítima daquela guerra, no filme de 1946 A Matter of Life and Death.

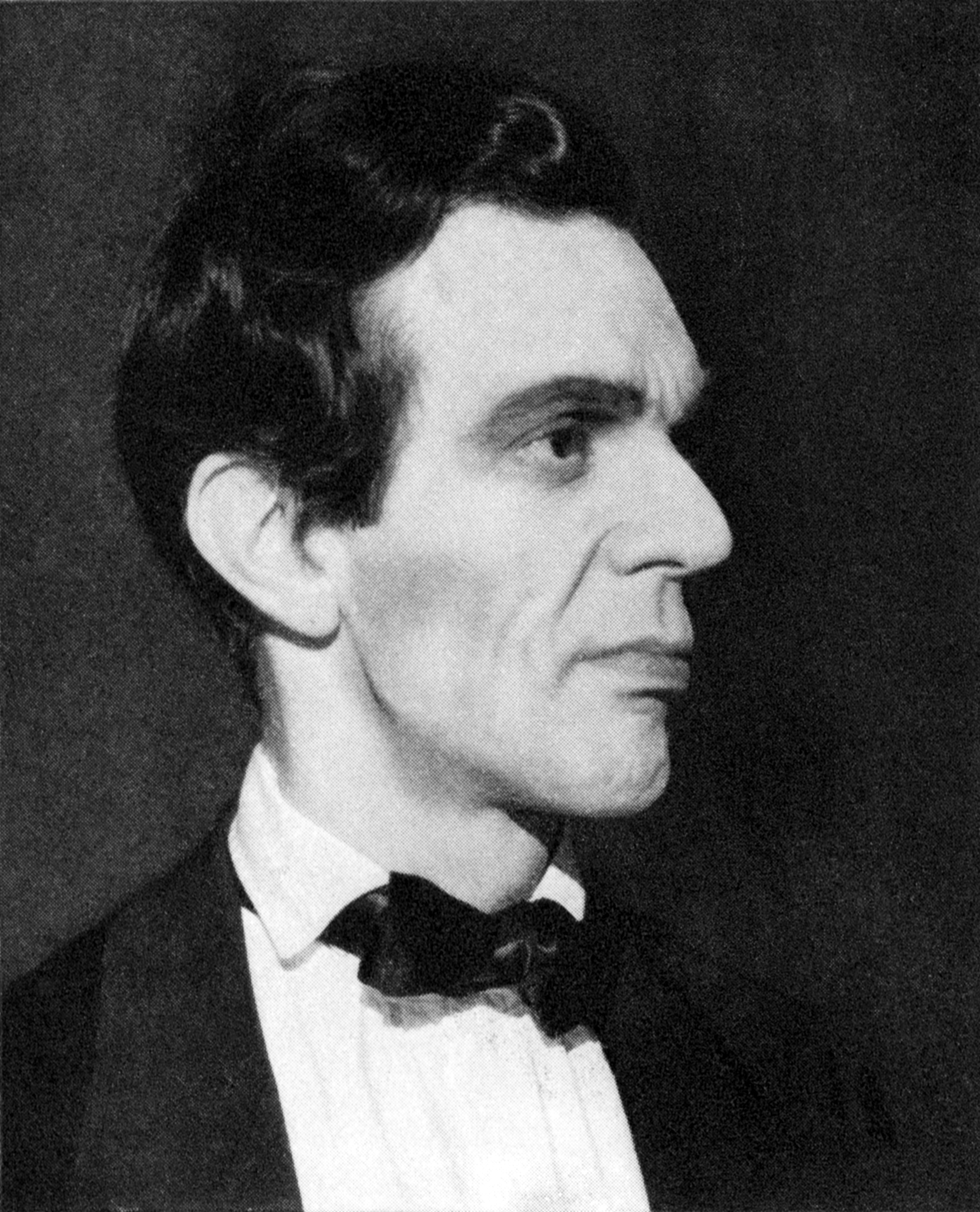
Raymond Massey na produção da Broadway de Abe Lincoln em Illinois (1938)

Apesar de ser canadense, Massey ficou famoso por interpretar figuras históricas americanas. Ele interpretou o abolicionista/insurgente John Brown em dois filmes: Santa Fe Trail (1940) e novamente no baixo orçamento Seven Angry Men (1955). Massey obteve um grande triunfo na Broadway na peça vencedora do Prêmio Pulitzer de Robert E. Sherwood, Abe Lincoln, em Illinois, apesar das reservas sobre Lincoln ser interpretado por um canadense. Ele repetiu seu papel na versão cinematográfica de 1940, pela qual foi indicado ao Oscar de Melhor Ator. Massey novamente interpretou Lincoln em The Day Lincoln Was Shot on Ford Star Jubilee (1956), uma aparição silenciosa em How the West Was Won (1962) e duas adaptações para a TV de Abe Lincoln em Illinois transmitidas em 1950 e 1951. Certa vez, ele reclamou, brincando, que era "o único ator já rotulado como presidente". Sua preparação para o papel foi tão detalhada e obsessiva que uma pessoa comentou que Massey não ficaria satisfeito com sua representação de Lincoln até que alguém o assassinasse. No palco em uma leitura dramática de John Brown's Body (1953), de Stephen Vincent Benét, Massey, além de narrar junto com Tyrone Power e Judith Anderson, interpretou os papéis de John Brown e Lincoln.
Massey interpretou um canadense na tela apenas uma vez, em 49th Parallel (1941).

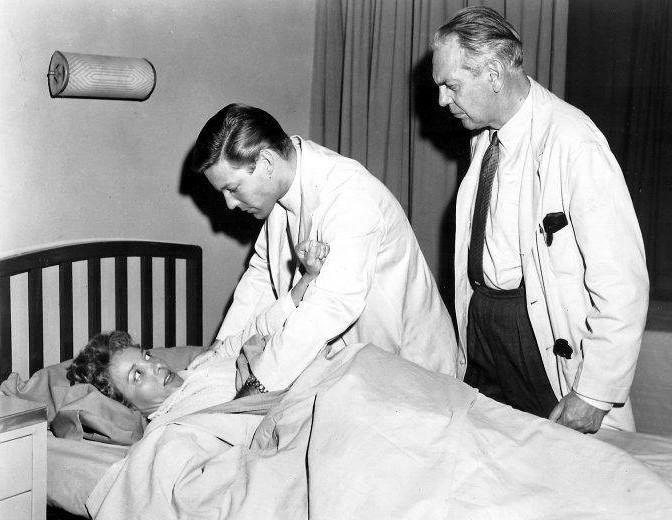
Beverly Garland, Richard Chamberlain e Raymond Massey no primeiro episódio de Dr. Kildare (1961)

Massey interpretou Jonathan Brewster na versão cinematográfica de Arsenic and Old Lace. O personagem havia sido criado por Boris Karloff para a versão teatral, e uma piada recorrente na peça e no filme era a semelhança do personagem com Karloff. Embora o filme tenha sido lançado em 1944, ele foi rodado em 1941, época em que Karloff ainda estava contratado para a peça da Broadway e não pôde ser liberado para as filmagens (ao contrário de seus colegas de elenco Josephine Hull, Jean Adair e John Alexander). Massey e Karloff já haviam aparecido juntos no filme de suspense de James Whale, The Old Dark House (1932).
Depois que Massey se tornou cidadão americano, ele continuou a trabalhar em Hollywood. Papéis memoráveis no cinema incluíram o marido de Joan Crawford durante seu papel indicado ao Oscar em Possessed (1947) e o condenado magnata da publicação Gail Wynand em The Fountainhead (1949), com Patricia Neal e Gary Cooper. Em 1955, estrelou em East of Eden como Adam Trask, pai de Cal, interpretado por James Dean, e Aron, interpretado por Richard Davalos.
Massey tornou-se conhecido na televisão nas décadas de 1950 e 1960. Ele foi escalado em 1960 como Sir Oliver Garnett no episódio "Trunk Full of Dreams" da série Riverboat da NBC.
Massey é lembrado como Dr. Gillespie na popular série da NBC de 1961–1966, Dr. Kildare, com Richard Chamberlain no papel-título. Massey e seu filho Daniel foram escalados como pai e filho em The Queen's Guards (1961).

## Vida pessoal
Massey foi casado três vezes.

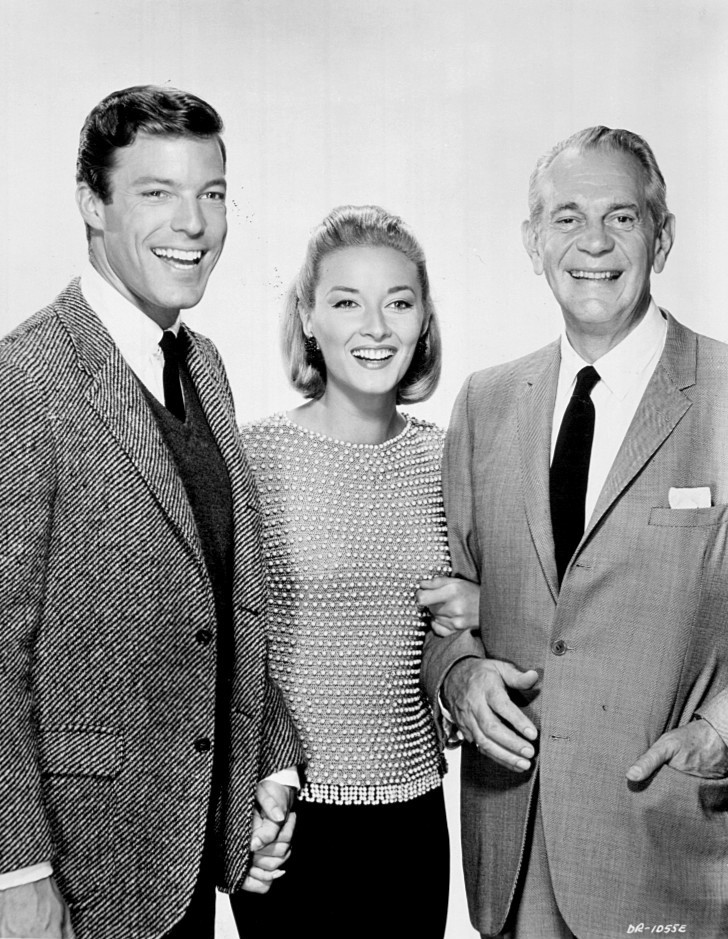
Richard Chamberlain, Daniela Bianchi e Massey em Dr. Kildare (1964)

- Margery Fremantle de 1921 a 1929 (divórcio); eles tiveram um filho, o arquiteto Geoffrey Massey.
- Adrianne Allen de 1929 a 1939 (divórcio); Allen foi atriz de teatro em Londres e na Broadway. Eles tiveram dois filhos que os seguiram na atuação: Anna Massey e Daniel Massey.
- Dorothy Whitney de 1939 até sua morte em 1982.

Seu afastamento e divórcio com Adrianne Allen foi a inspiração para o roteiro de Ruth Gordon e Garson Kanin para o filme Adam's Rib (1949), estrelado por Katharine Hepburn e Spencer Tracy, e de fato Massey se casou com a advogada que o representou no tribunal, Dorothy Whitney, enquanto sua então ex-esposa, Allen, casou-se com o advogado adversário, William Dwight Whitney.
O irmão mais velho de Massey, Vincent Massey, foi o primeiro governador geral do Canadá nascido no Canadá. Massey também se interessou pela política, aparecendo em um anúncio de televisão de 1964 em apoio ao candidato presidencial republicano conservador Barry Goldwater. Massey denunciou o presidente dos Estados Unidos, Lyndon B. Johnson, por uma estratégia "sem vitória" na Guerra do Vietnã, sugerindo que Goldwater seguiria uma estratégia agressiva e venceria a guerra rapidamente.

## Morte
Massey morreu de pneumonia em Los Angeles, Califórnia, em 29 de julho de 1983, um mês antes de completar 87 anos Sua morte ocorreu no mesmo dia da de David Niven, com quem havia co-estrelado em O Prisioneiro de Zenda e A Matter of Life and Death. Massey está enterrado em New Haven, Beaverdale Memorial Park em Connecticut.

## Honras
Massey tem duas estrelas na Calçada da Fama de Hollywood, uma para filmes em 1719 Vine Street e outra para televisão em 6708 Hollywood Boulevard.

## Filmografia
| Ano       | Título                            | Papel                                 | Notas                                                |
| --------- | --------------------------------- | ------------------------------------- | ---------------------------------------------------- |
| 1928      | High Treason                      | Member of Federated States Council    | Não creditado                                        |
| 1929      | The Crooked Billet                | Undetermined role                     | Não creditado                                        |
| 1931      | The Speckled Band                 | Sherlock Holmes                       |                                                      |
| 1932      | The Face at the Window            | Paul le Gros                          |                                                      |
| 1932      | The Old Dark House                | Philip Waverton                       |                                                      |
| 1934      | The Scarlet Pimpernel             | Citizen Chauvelin                     |                                                      |
| 1936      | Things to Come                    | John Cabal / Oswald Cabal             |                                                      |
| 1937      | Fire Over England                 | Philip II of Spain                    |                                                      |
| 1937      | Dreaming Lips                     | Miguel del Vayo                       |                                                      |
| 1937      | Under the Red Robe                | Cardinal Richelieu                    |                                                      |
| 1937      | The Prisoner of Zenda             | Black Michael                         |                                                      |
| 1937      | The Hurricane                     | Governor Eugene De Laage              |                                                      |
| 1938      | The Drum                          | Prince Ghul                           |                                                      |
| 1938      | Black Limelight                   | Peter Charrington                     |                                                      |
| 1940      | Abe Lincoln in Illinois           | Abraham Lincoln                       | Indicado - Oscar de melhor Ator                      |
| 1940      | Santa Fe Trail                    | John Brown                            |                                                      |
| 1941      | 49th Parallel                     | Andy Brock                            |                                                      |
| 1941      | Dangerously They Live             | Dr. Ingersoll                         |                                                      |
| 1942      | Reap the Wild Wind                | King Cutler                           |                                                      |
| 1942      | Desperate Journey                 | Major Otto Baumeister                 |                                                      |
| 1943      | Action in the North Atlantic      | Capt. Steve Jarvis                    |                                                      |
| 1944      | Arsenic and Old Lace              | Jonathan Brewster                     |                                                      |
| 1944      | The Woman in the Window           | Dist. Atty. Frank Lalor               |                                                      |
| 1945      | Hotel Berlin                      | Arnim von Dahnwitz                    |                                                      |
| 1945      | God Is My Co-Pilot                | Maj. Gen. Claire L. Chennault         |                                                      |
| 1946      | A Matter of Life and Death        | Abraham Farlan                        |                                                      |
| 1947      | Possessed                         | Dean Graham                           |                                                      |
| 1947      | Mourning Becomes Electra          | Brig. Gen. Ezra Mannon                |                                                      |
| 1949      | The Fountainhead                  | Gail Wynand                           |                                                      |
| 1949      | Roseanna McCoy                    | Old Randall McCoy                     |                                                      |
| 1950      | Chain Lightning                   | Leland Willis                         |                                                      |
| 1950      | Barricade                         | Boss Kruger                           |                                                      |
| 1950      | Dallas                            | Will Marlow                           |                                                      |
| 1951      | Sugarfoot                         | Jacob Stint                           |                                                      |
| 1951      | David and Bathsheba               | Nathan                                |                                                      |
| 1951      | Come Fill the Cup                 | John Ives                             |                                                      |
| 1952      | Carson City                       | A. J. "Big" Jack Davis                |                                                      |
| 1953      | The Desert Song                   | Sheik Yousseff                        |                                                      |
| 1955      | Prince of Players                 | Junius Brutus Booth                   |                                                      |
| 1955      | Battle Cry                        | Maj. Gen. Snipes                      |                                                      |
| 1955      | East of Eden                      | Adam Trask                            |                                                      |
| 1955      | Seven Angry Men                   | John Brown                            |                                                      |
| 1957      | Omar Khayyam                      | The Shah                              |                                                      |
| 1958      | The Naked and the Dead            | Gen. Cummings                         |                                                      |
| 1959      | Alfred Hitchcock Presents         | Colonel Archie Dittman                | 5ª temporada, episódio 11, "Road Hog"                |
| 1960      | Wagon Train                       | Montezuma IX                          | 4ª temporada, episódio 6, "Princess of a Lost Tribe" |
| 1961      | The Great Impostor                | Abbott Donner                         |                                                      |
| 1961      | The Fiercest Heart                | Willem Prinsloo                       |                                                      |
| 1961      | The Queen's Guards                | Capt. Fellowes                        |                                                      |
| 1961–1966 | Dr. Kildare                       | Dr. Leonard Gillespie                 |                                                      |
| 1962      | How the West Was Won              | Abraham Lincoln                       |                                                      |
| 1969      | Mackenna's Gold                   | The Preacher                          |                                                      |
| 1971–1972 | Night Gallery                     | Colonel Archie Dittman Doctor Glendon | 1ª temporada, episódio 4 3ª temporada, episódio 4    |
| 1972      | All My Darling Daughters          | Matthew Cunningham                    | Filme para TV                                        |
| 1973      | The President's Plane Is Missing  | Secretary of State Freeman Sharkey    | Filme para TV                                        |
| 1973      | My Darling Daughters' Anniversary | Matthew Cunningham                    | Filme para TV                                        |